# Kafraziba
Kafraziba (tiếng Ả Rập: كفرزيبا) là một ngôi làng Syria nằm ở Ariha Nahiyah ở huyện Ariha, Idlib. Theo Cục Thống kê Trung ương Syria (CBS), Kafraziba có dân số 1064 người trong cuộc điều tra dân số năm 2004.